# Bill Guerin
Bill Guerin, właśc. William Robert Guerin (ur. 9 listopada 1970 w Worcester) – amerykański hokeista występujący na pozycji prawoskrzydłowego.
Grał w New Jersey Devils, Edmonton Oilers, Boston Bruins, Dallas Stars, St. Louis Blues, San Jose Sharks, New York Islanders oraz Pittsburgh Penguins. Jako zawodnik, Guerin zdobył Puchar Stanleya dwa razy, z New Jersey Devils w sezonie 1994/95 oraz z Pittsburgh Penguins w sezonie 2008/09.
Zdobył też dwa Puchary Stanleya z Pittburgh Penguins jako asystent menedżera generalnego w 2016 i 2017.
Jest w American Hockey Hall of Fame od 2013 i w AHL Hockey Hall of Fame od 2015.
Był pierwszym zawodnikiem w historii NHL z iberoamerykańskimi korzeniami

## Kariera w NHL
Został wzięty w drafcie NHL w 1989 przez New Jersey Devils i grał z drużyną w latach 1991–1998. Z tym klubem wygrał pierwszy Puchar Stanleya w 1995. W połowie sezonu 1997/98, Guerin został sprzedany wraz z Valeri Zelepukin, do Edmonton Oilers w zamian za Jason Arnott i Bryan Muir.
Z Oilers był przez następne 3 pełne lata. W czwartym sezonie w Edmonton został wymieniony do Boston Bruins po zagraniu w 21 meczach.
Po strzeleniu 41 goli w sezonie 2001-02 dla Bruins, Guerin podpisał pięcioletni kontrakt z Dallas Stars. Po rozczarowującym trzecim sezonie z Dallas, w którym zdobył zaledwie 40 punktów, klub wykupił jego kontrakt. Warunki wykupu w NHL oznaczały, że Stars mieli zapłacić dwie trzecie z kwoty jego kontraktu, rozłożonej na kilka lat. Oznaczało to, że 6,7 miliona USD za jeden rok wyszło 4,4 miliona USD na dwa lata.
3 lipca 2006 Guerin podpisał kontrakt na rok z St. Louis Blues o wartości 2 mln USD.
2 lutego 2007 Guerin stał się 214 zawodnikiem w NHL, który zagrał w tysiącu meczów.
W tym samym miesiącu Guerin został wymieniony do San Jose Sharks za Ville Nieminen, Jay Barriball oraz draft pick z pierwszej rundy (New Jersey w 2007 lub San Jose w 2008).
W lecie 2007 Guerin podpisał 2 letni kontrakt z New York Islanders i 9 lipca tegoż roku został nazwany 11 kapitanem w historii klubu.
W dniu 4 marca 2009 Guerin został wymieniony do Pittsburgh Penguins za draft pick z czwartej rundy, jeśli Penguins zakwalifikowaliby się do play-offs. Draft pick został zmieniony na trzecią rundę w momencie jak Penguins awansowali do drugiej rundy play-offs.
Guerin zdobył drugi w karierze Puchar Stanleya 12 czerwca 2009 roku. W 7 meczu Penguins pokonali Detroit Red Wings 2-1 w Joe Louis Arena.
29 czerwca 2009 Guerin przedłużył kontrakt z Penguins na jeden rok ze znacznie obniżoną pensją do gry w sezonie 2009-10.
W tymże sezonie stał się pierwszym zawodnikiem który strzelił przynajmniej 20 goli z siedmioma różnymi zespołami i jednym z dwóch, którzy strzelili przynajmniej 20 goli z pięcioma lub więcej zespołami.
W dniu 6 grudnia 2010 r. Guerin ogłosił zakończenie kariery. W momencie przejścia na emeryturę, Guerin zajmował siódme miejsce w historii wśród Amerykanów w NHL z 429 golami.

## Życie prywatne
Guerin urodził się w Worcester i wychował w Wilbraham w stanie Massachusetts. Uczęszczał do Wilbraham & Monson Academy, gdzie grał w hokeju na lodzie.
Guerin jest pochodzenia nikaraguańskiego i irlandzkiego. Jest żonaty z Karą i ma czworo dzieci: Kayla Lyn, urodzona 6 lipca 1997, Grace Elizabeth, urodzona w 1999, Liam, urodzony 26 maja 2001 i Lexi Rose, urodzona 2 grudnia 2002.

## Kariera klubowa
- New Jersey Devils (1991–1998)
- Edmonton Oilers (1998–2001)
- Boston Bruins (2001–2002)
- Dallas Stars (2003-2006)
- St. Louis Blues(2006/07)
- San Jose Sharks (2006/07)
- New York Islanders (2008/09)
- Pittsburgh Penguins (2009–2010)